# Janiridae
Janiridae zijn een familie van zeepissebedden. Naar recente inzichten is deze familie niet monofyletisch.

## Taxonomie
De volgende 24 geslachten zijn bij de familie ingedeeld:
- Austrofilius Hodgson, 1910
- Caecianiropsis Menzies & Pettit, 1956
- Caecijaera Menzies, 1951
- Carpias Richardson, 1902
- Ectias Richardson, 1906
- Hawaianira Miller, 1967
- Heterias Richardson, 1904
- Iais Bovallius, 1886
- Ianiropsis Sars, 1897
- Ianisera Kensley, 1976
- Iathrippa Bovallius, 1886
- Iolella Richardson, 1905
- Jaera Leach, 1814
- Janaira Moreira & Pires, 1977
- Janira Leach, 1814
- Janiralata Menzies, 1951
- Janthura Wolff, 1962
- Mackinia Matsumoto, 1956
- Microjaera Bocquet & Levi, 1955
- Microjanira Schiecke & Fresi, 1970
- Neojaera Nordenstam, 1933
- Protocharon Chappuis, Delamare-Deboutteville & Paulian,1956
- Rostrobagatus Mueller, 1993
- Trogloianiropsis Jaume, 1995

## In Nederland waargenomen soorten
- Geslacht: Ianiropsis
  - Ianiropsis breviremis
  - Ianiropsis serricaudis - (Japanse zeepissebed)
- Geslacht: Jaera
  - Jaera albifrons - (Witkoppissebed)
  - Jaera ischiosetosa
  - Jaera istri - (Donaupissebed)
- Geslacht: Janira
  - Janira maculosa